# Justin von der Hitz
Justin von der Hitz, né le 22 octobre 2006 à Bergisch Gladbach, est un footballeur allemand qui joue au poste d'arrière droit au FC Nuremberg.

## Biographie

### Carrière en club
Né à Bergisch Gladbach en Allemagne, Justin von der Hitz est formé par le FC Cologne,, où il joue dans un premier temps avec les moins de 19 ans,.

### Carrière en sélection
En novembre 2023, Justin von der Hitz  est convoqué avec l'équipe  d'Allemagne des moins de 17 ans pour participer à la Coupe du monde des moins de 17 ans qui a lieu en Indonésie,.
L'Allemagne atteint la finale de la compétition après sa victoire aux tirs au but face à l'Argentine, à l'issue d'un match nul (3-3),. L'Allemagne gagne ensuite le titre le 2 décembre 2023, en battant la France, encore sur une séance de tirs au but, après un match nul (2-2).

## Palmarès
Allemagne -17 ans
- Coupe du monde
  - Vainqueur en 2023